# Bob Simpson
Robert Baddeley Simpson (Marrickville, Australia, 3 de febrero de 1936-Sídney, 16 de agosto de 2025) fue un jugador de críquet australiano. 

## Carrera deportiva
Bob Simpson jugó para el equipo Western Warriors de Nueva Gales del Sur y para la selección australiana, siendo el capitán del equipo nacional desde 1963–64 hasta 1967–68, y nuevamente en 1977–78. Más tarde tuvo un gran éxito como entrenador del equipo australiano. También se lo conoce como Bobby o Simmo. 
En 1986 fue nombrado entrenador del equipo australiano, cargo que ocupó hasta que fue reemplazado por Geoff Marsh en julio de 1996. Bajo la tutela de Simpson, el equipo pasó de un equipo que estaba perdiendo una sucesión de series de prueba, en el equipo más fuerte del mundo de cricket. Algunos de los mayores logros del equipo en su carrera como entrenador fueron el ganar Copa del Mundo, la recuperación de The Ashes en Inglaterra en 1989, y la superación de la anteriormente dominante West Indies en 1995. También dirigió el cricket en Inglaterra.
Fue Wisden Cricketer of the Year en 1965 y fue nombrado Oficial de la Orden de Australia en 2007.